# Gasperich
Gasperich (en luxemburguès: Gaasperech) és un dels 24 barris de la ciutat de Luxemburg. El 2014 tenia 5.325 habitants.
Està situat al sud de la ciutat de Luxemburg, junt als barris de Hollerich i Gare. La Creu de Gasperich situada al sud del barri, és el punt d'encruament de les autopistes A1, A3 i A6.